# Il Libro d'Oro della Fantascienza
Il Libro d'Oro della Fantascienza, poi rinominata Il Libro d'Oro a cavallo fra 1992 e 1993, è stata una collana editoriale di narrativa fantastica pubblicata in Italia da Fanucci Editore in una prima forma nel biennio 1978-1980, e poi continuativamente nei ventiquattro anni dal 1984 al 2008, per un totale di 151 uscite.

## Storia editoriale
Sin dalla sua fondazione nel 1971, Fanucci Editore si era specializzata nella traduzione in italiano di opere classiche della letteratura fantastica anglofona, proponendo tendenzialmente romanzi autoconclusivi nella collana Futuro. I Pocket di Fantascienza, poi rilanciata come Futuro. Biblioteca di Fantascienza, e tendenzialmente saghe in più volumi in Orizzonti. Capolavori di Fantasia e Fantascienza; ambedue le selezioni, curate da Sebastiano Fusco e Gianfranco De Turris, proponevano spesso anche raccolte di narrativa breve, e fra 1979 e 1980 Fanucci attivò un'effimera collana dedicata specificamente a tale formato, chiamata "Il Libro d'Oro della Fantascienza" e limitata a tre sole pubblicazioni, uscite a cadenza annuale.
A cavallo fra 1981 e 1983, tuttavia, De Turris lasciò la sua posizione a Gianni Pilo e questi scelse di ristrutturare il catalogo della casa editrice attorno a tre collane dedicate ciascuna a uno dei tre grandi filoni del fantastico: vennero quindi istituite ex novo I Libri di Fantasy. Il Fantastico nella Fantascienza, dedicata al fantasy, e I Miti di Cthulhu, dedicata all'horror, e il marchio Il Libro d'Oro della Fantascienza venne riattivato sotto nuova veste grafica come collana, appunto, di fantascienza. A dispetto del suo nome, in effetti, la nuova collana pubblicò relativamente poca fantascienza dura quale era stata proposta nei suoi predecessori Futuro e Orizzonti, e si focalizzò invece su opere science fantasy: in particolare furono ristampati i nuclei originari del Ciclo di Pern di Anne McCafrey e il Ciclo della Terra morente di Jack Vance, due opere seminali di tale genere già apparse in Orizzonti, e ne vennero tradotti gli episodi più recenti, e furono proposte integralmente le Cronache d'Ambra di Roger Zelazny, sia la prima pentalogia già tradotta da Libra Editrice sia la seconda pentalogia ancora inedita. 
Nel triennio 1991-1993 tutte le collane Fanucci conobbero un momento di pubblicazioni erratiche e di ristrutturazione interna che culminò nella chiusura de I Libri di Fantasy e I Miti di Cthulhu e nella trasformazione de Il Libro d'Oro della Fantascienza in una collana di narrativa "generale" nella quale far convergere tutte le novità editoriali di narrativa fantastica: questo cambio di indirizzo fu sancito dal nuovo nome "Il Libro d'Oro", attuato a partire dal volume 51 nel dicembre 1992. A partire da quel momento, Il Libro d'Oro iniziò a proporre una notevole varietà di opere inedite, fra cui fantascienza sociologica di Marion Zimmer Bradley, le opere proto-fantasy di E.R. Eddison, testi ucronici di Tim Powers, il cyberpunk seminale di Bruce Sterling, una quantità cospicua di romanzi di Philip K. Dick, testi affini al movimento New Weird di Neil Gaiman e Mary Gentle; perno centrale del catalogo, comunque, furono le saghe in più volumi di tre celebri autori di fine XX secolo, con l'high fantasy di Terry Goodkind, il fantasy storico di Harry Turtledove, e il low fantasy di David Gemmell. 
La collana è stata chiusa nel 2008, con la 151a uscita.

## Elenco delle uscite
| Numero | Autore                            | Titolo                                 | Note | Anno           | ISBN          |
| ------ | --------------------------------- | -------------------------------------- | --- | -------------- | ------------- |
| 1      | Poul Anderson                     | Le montagne volanti                    | Raccolta completa allestita dall'autore del ciclo delle Montagne volanti, comprende sette racconti combinati assieme attraverso una cornice narrativa. | Ottobre 1978   |               |
| 2      | Robert E. Howard                  | Solomon Kane                           | Raccolta del ciclo di Solomon Kane allestita per il mercato italiano, comprende un romanzo breve, sette racconti, un frammento e tre poesie di Howard, un racconto interpolato da John Pocsik, tre racconti incompiuti di Howard completati da Gianluigi Zuddas, e due racconti "apocrifi" dello stesso Zuddas. | Settembre 1979 |               |
| 3      | Clifford D. Simak                 | Eternità perduta                       | Raccolta allestita dall'autore, comprende quattordici racconti autoconclusivi. | Maggio 1980    |               |
| 4      | Ann Maxwell                       | I danzatori del fuoco                  | Primo romanzo della trilogia dei Danzatori. | Marzo 1984     |               |
| 5      | Wilson Tucker                     | I giorni della resurrezione            | | Marzo 1984     |               |
| 6      | Janet Morris                      | Kerrion                                | Primo romanzo della trilogia dell'Impero di Kerrion. | Ottobre 1984   |               |
| 7      | Anne McCaffrey                    | Moreta, la signora dei draghi          | Primo romanzo del dittico del Sesto Passaggio entro il Ciclo di Pern. | Dicembre 1984  |               |
| 8      | Norman Spinrad                    | Il continente perduto                  | Omnibus parziale delle raccolte allestite dall'autore No Direction Home (Pocket Books, 1975) e The Last Hurrah of the Golden Horde (Doubleday, 1970), comprende diciannove racconti autoconclusvi (su ventinove).                                                                                               | Maggio 1985    |               |
| 9      | Jack Vance                        | Rhialto il meraviglioso                | Quarto volume del Ciclo della Terra morente, comprende un racconto e due romanzi brevi. | Febbraio 1986  |               |
| 10     | Theodore Sturgeon                 | E Pluribus Unicorn                     | Primo tomo della raccolta personale E Pluribus Unicorn (Nelson, Foster & Scott, 1953), comprende quattordici racconti. | Dicembre 1985  |               |
| 11     | Roger Zelazny                     | Ritorno ad Ambra                       | Primo romanzo della Pentalogia di Merlino entro le Cronache di Ambra. | Gennaio 1987   | 8834700023    |
| 12     | Theodore Sturgeon                 | Le mani di Bianca                      | Secondo tomo della raccolta personale E Pluribus Unicorn (Nelson, Foster & Scott, 1953), comprende undici racconti. | Marzo 1987     | 8834700139    |
| 13     | Spider Robinson e Jeanne Robinson | Stardance                              | Primo romanzo della Trilogia delle Stelle, fix-up di due romanzi brevi. | Luglio 1987    | 8834700333    |
| 14     | Anne McCaffrey                    | Nerilka                                | Secondo romanzo del dittico del Sesto Passaggio entro il Ciclo di Pern. | Ottobre 1987   | 8834700244    |
| 15     | A. E. Van Vogt                    | Non A-3: Epilogo                       | Terzo romanzo della Trilogia di Non-A. | Dicembre 1987  | 8834700457    |
| 16     | Robert Silverberg                 | Gilgamesh                              | Riadattamento in prosa dell'Epopea di Gilgamesh. | Febbraio 1988  | 8834700511    |
| 17     | Ann Maxwell                       | Il destino di Rheba                    | Secondo romanzo della trilogia dei Danzatori. | Maggio 1988    | 8834700678    |
| 18     | Roger Zelazny                     | Il sangue di Ambra                     | Secondo romanzo della Pentalogia di Merlino entro le Cronache di Ambra. | Settembre 1988 | 8834703073    |
| 19     | Jack Chalker                      | Well World                             | Primo romanzo dell'eptalogia del Pozzo delle Anime. | Settembre 1988 | 8834703103    |
| 20     | Anne McCaffrey                    | Volo di drago                          | Fix-up di due romanzi brevi, primo romanzo della trilogia principale del Ciclo di Pern. Ristampa di un volume già apparso in Orizzonti. Capolavori di Fantasia e Fantascienza VIII.1. | Incerta        | 8834702182    |
| 21     | Gene Wolfe                        | Il soldato della nebbia                | Primo romanzo della trilogia di Latro. | Febbraio 1989  | 8834703154    |
| 22     | Roger Zelazny                     | Nove principi in Ambra                 | Primo romanzo della Pentalogia di Corwin entro le Cronache di Ambra. | Marzo 1989     | 8834701178    |
| 23     | Roger Zelazny                     | Il segno del caos                      | Terzo romanzo della Pentalogia di Merlino entro le Cronache di Ambra. | Marzo 1989     | 8834701267    |
| 24     | Anne McCaffrey                    | La cerca del drago                     | Secondo romanzo della trilogia principale del Ciclo di Pern. Ristampa di un volume già apparso in Orizzonti. Capolavori di Fantasia e Fantascienza VIII.2. | Incerta        |               |
| 25     | Roger Zelazny                     | Le armi di Avalon                      | Secondo romanzo della Pentalogia di Corwin entro le Cronache di Ambra. | Aprile 1989    | 883470116X    |
| 26     | Anne McCaffrey                    | Il drago bianco                        | Terzo romanzo della trilogia principale del Ciclo di Pern. Ristampa di un volume già apparso in Orizzonti. Capolavori di Fantasia e Fantascienza VIII.3. | Incerta        |               |
| 27     | Roger Zelazny                     | Il segno dell'unicorno                 | Terzo romanzo della Pentalogia di Corwin entro le Cronache di Ambra. | Aprile 1989    | 8834701143    |
| 28     | Roger Zelazny                     | La mano di Oberon                      | Quarto romanzo della Pentalogia di Corwin entro le Cronache di Ambra. | Aprile 1989    | 8834701135    |
| 29     | Anne McCaffrey                    | Il canto del drago                     | Primo romanzo della Trilogia degli Arpisti entro il Ciclo di Pern. Ristampa di un volume già apparso in Orizzonti. Capolavori di Fantasia e Fantascienza VIII.4. | Incerta        |               |
| 30     | Philip K. Dick                    | Ritorno dall'aldilà                    | | Novembre 1989  | 8834701046    |
| 31     | Jack Vance                        | La saga di Cugel                       | Terzo romanzo del Ciclo della Terra morente. | Dicembre 1989  | 8834701003    |
| 32     | Anne McCaffrey                    | La ballata del drago                   | Secondo romanzo della Trilogia degli Arpisti entro il Ciclo di Pern. Ristampa di un volume già apparso in Orizzonti. Capolavori di Fantasia e Fantascienza VIII.5. | Incerta        |               |
| 33     | Philip K. Dick                    | Ubik                                   | | Dicembre 1989  | 8834700988    |
| 34     | Roger Zelazny                     | Le coorti del Caos                     | Quinto romanzo della Pentalogia di Corwin entro le Cronache di Ambra. | Aprile 1989    | 8834701151    |
| 35     | Anne McCaffrey                    | Il mondo del drago                     | Terzo romanzo della Trilogia degli Arpisti entro il Ciclo di Pern. Ristampa di un volume già apparso in Orizzonti. Capolavori di Fantasia e Fantascienza VIII.6. | Incerta        |               |
| 36     | Isaac Asimov                      | La fantascienza gialla                 | Raccolta allestita dall'autore, comprende quattordici racconti di cui cinque formano la saga di Wendell Urth e due afferiscono all'universo del Multivac. | Agosto 1989    | 8834700945    |
| 37     | Jack Vance                        | Crepuscolo di un mondo                 | Omnibus dei primi due volumi del Ciclo della Terra morente: 1. La Terra morente. Raccolta di sei racconti. 2. Le avventure di Cugel l'astuto. Fix-up di sette racconti. Ristampa di un volume già apparso in Orizzonti. Capolavori di Fantasia e Fantascienza IV.                                               | Incerta        |               |
| 38     | Jack Vance                        | I Signori dei Draghi                   | Raccolta allestita per il mercato italiano, comprende i due romanzi brevi autoconclusivi Uomini e draghi e L'uomo della Zarius e cinque racconti. | Settembre 1990 | 8834700759    |
| 39     | Anne McCaffrey                    | Pern                                   | Primo tomo del primo romanzo dell'Epoca dello Sbarco entro il Ciclo di Pern. | Maggio 1990    | 8834700821    |
| 40     | Ann Maxwell                       | Gli illusionisti                       | Terzo romanzo della trilogia dei Danzatori. | Gennaio 1991   | 8834700708    |
| 41     | Anne McCaffrey                    | L'alba dei draghi                      | Secondo tomo del primo romanzo dell'Epoca dello Sbarco entro il Ciclo di Pern. | Ottobre 1990   | 8834700716    |
| 42     | Ivar Jorgenson                    | Starhaven                              | Acclude al romanzo un'appendice di tre racconti. | Novembre 1990  | 8834700724    |
| 43     | Gene Wolfe                        | Il soldato dell'Aretè                  | Secondo romanzo della trilogia di Latro. | Febbraio 1991  | 8834700651    |
| 44     | Michael Shea                      | Simbilis                               | Romanzo "apocrifo" del Ciclo della Terra morente. Ristampa di un volume già apparso in Orizzonti. Capolavori di Fantasia e Fantascienza XIV. | Incerta        |               |
| 45     | Roger Zelazny                     | Il cavaliere delle ombre               | Quarto romanzo della Pentalogia di Merlino entro le Cronache di Ambra. | Maggio 1991    | 8834700597    |
| 46     | Poul Anderson                     | Roma Mater                             | Primo romanzo della tetralogia del Re di Ys. | Ottobre 1991   | 8834700570    |
| 47     | Tim Powers                        | Le porte di Anubis                     | | Settembre 1991 | 883470049X    |
| 48     | Philip K. Dick                    | Follia per sette clan                  | | Novembre 1991  | 8834700554    |
| 49     | Roger Zelazny e Thomas T. Thomas  | La maschera di Loki                    | | Febbraio 1993  | 8834703766    |
| 50     | Tanith Lee                        | Il signore delle delusioni             | Terzo romanzo dei Racconti della Terra Piatta. | Maggio 1992    | 8834703596    |
| 51     | Michael Scott Rohan               | L'incubo dei ghiacci                   | Primo romanzo dell'esalogia dell'Inverno del Mondo. | Dicembre 1992  | 8834703707    |
| 52     | E. R. Eddison                     | Il serpente Ouroboros                  | Romanzo autoconclusivo tematicamente collegato al ciclo di Zimiamvia. | Dicembre 1992  | 8834703715    |
| 53     | Richard Laymon                    | La bara                                | | Dicembre 1992  | 8834703731    |
| 54     | Suzy McKee Charnas                | L'arazzo del vampiro                   | | Aprile 1993    | 8834703774    |
| 55     | Roger Zelazny                     | Il principe del Caos                   | Quinto romanzo della Pentalogia di Merlino entro le Cronache di Ambra. | Aprile 1993    | 8834703790    |
| 56     | Philip K. Dick                    | Mr. Lars, sognatore d'armi             | | Maggio 1993    | 8834703839    |
| 57     | Michael Scott Rohan               | La forgia nella foresta                | Secondo romanzo dell'esalogia dell'Inverno del Mondo. | Maggio 1993    | 8834703898    |
| 58     | John Brunner                      | Il viandante in nero                   | Raccolta completa allestita dall'autore del ciclo del Viandante in nero, comprende cinque racconti. | Settembre 1993 | 8834703863    |
| 59     | Richard Laymon                    | La carne                               | | Ottobre 1993   | 883470391X    |
| 60     | C. J. Cherryh                     | La costellazione del serpente          | Primo romanzo del trittico dell'Era della Riconciliazione entro l'Universo della Lega e della Confederazione. | Novembre 1993  | 8834703944    |
| 61     | E. R. Eddison                     | Zimiamvia                              | Primo romanzo della trilogia di Zimiamvia. | Novembre 1993  | 883470410X    |
| 62     | Michael Scott Rohan               | La Fortezza dei Ghiacci                | Terzo romanzo dell'esalogia dell'Inverno del Mondo. | Gennaio 1994   | 8834704045    |
| 63     | Kristine Kathryn Rusch            | Le bianche nebbie del potere           | | Febbraio 1994  | 8834704010    |
| 64     | George R. R. Martin               | Il battello del delirio                | | Febbraio 1994  | 8834704002    |
| 65     | Robert Silverberg                 | Monade 116                             | | Marzo 1994     | 8834704231    |
| 66     | Dean R. Koontz                    | Il tunnel dell'orrore                  | Trasposizione letteraria del film omonimo diretto da Tobe Hooper. | Maggio 1994    | 8834704150    |
| 67     | Marion Zimmer Bradley             | La casa tra i mondi                    | | Maggio 1994    | 8834704142    |
| 68     | Philip K. Dick                    | Labirinto di morte                     | | Maggio 1994    | 8834704185    |
| 69     | Tim Powers                        | Mari stregati                          | | Maggio 1994    | 8834704177    |
| 70     | Christopher Fowler                | Nozze di sangue                        | | Luglio 1994    | 8834704312    |
| 71     | Al Sarrantonio                    | Scheletri                              | | Agosto 1994    | 8834704290    |
| 72     | E. R. Eddison                     | Zimiamvia II: Intrighi a Memison       | Secondo romanzo della trilogia di Zimiamvia. | Novembre 1994  | 8834704347    |
| 73     | Richard Laymon                    | Notte senza fine                       | | Novembre 1994  | 8834704355    |
| 74     | Bruce Sterling                    | Isole nella rete                       | | Novembre 1994  | 8834704363    |
| 75     | Anne McCaffrey                    | Il canto dei cristalli                 | Fix-up di quattro racconti, primo romanzo della trilogia del Cantante dei Cristalli. | Marzo 1995     | 883470441X    |
| 76     | Kim Newman                        | Anno Dracula                           | Primo romanzo dell'esalogia dell'Anno Dracula. | Marzo 1995     | 8834704428    |
| 77     | Dave Duncan                       | La stanza fatata                       | Primo romanzo della tetralogia dell'Uomo di parola. | Aprile 1995    | 8834704436    |
| 78     | John Ramsey Campbell              | Artigli nella notte                    | | Aprile 1995    | 8834704525    |
| 79     | Philip José Farmer                | La rabbia di Orc il Rosso              | Romanzo spin-off della saga dei Fabbricanti di Universi. | Aprile 1995    | 8834704533    |
| 80     | Philip K. Dick                    | Nostri amici da Frolix 8               | | Maggio 1995    | 8834704576    |
| 81     | Tim Powers                        | L'ultima chiamata                      | Primo romanzo della trilogia delle Fault Lines. | Agosto 1995    | 8834704622    |
| 82     | Stephen Laws                      | Il buio                                | | Agosto 1995    | 8834705009    |
| 83     | Michael Bishop                    | Fragili Stagioni                       | | Novembre 1995  | 8834705149    |
| 84     | K. W. Jeter                       | Dr. Adder                              | Primo romanzo della trilogia de Dottor Adder. | Novembre 1995  | 8834705165    |
| 85     | E. R. Eddison                     | Zimiamvia III. Epilogo                 | Terzo romanzo della trilogia di Zimiamvia. | Novembre 1995  | 8834705068    |
| 86     | Bruce Sterling                    | Artificial Kid                         | | Febbraio 1996  | 8834705076    |
| 87     | Philip K. Dick                    | Radio Libera Albemuth                  | | Aprile 1996    | 8834705297    |
| 88     | Alexander Besher                  | Rim. Romanzo di realtà virtuale        | Primo romanzo della trilogia della Realtà Virtuale. | Maggio 1996    | 8834705300    |
| 89     | Marion Zimmer Bradley             | Universo senza fine                    | | Maggio 1996    | 8834705270    |
| 90     | Anne McCaffrey                    | Killashandra                           | Secondo romanzo della trilogia del Cantante dei Cristalli.. | Giugno 1996    | 8834705335    |
| 91     | Bruce Sterling                    | Fuoco sacro                            | | Febbraio 1997  | 8834705459    |
| 92     | K. W. Jeter                       | Blade Runner. La notte dei replicanti  | Secondo romanzo della trilogia del Blade Runner, prosecuzione autorizzata del romanzo Il cacciatore di androidi di Philip K. Dick. | Marzo 1997     | 8834705572    |
| 93     | Harry Turtledove                  | Il trono rubato                        | Primo romanzo della tetralogia dell'Era dei Disordini entro il ciclo di Videssos. | Marzo 1997     | 8834705564    |
| 94     | Orson Scott Card                  | Il canto della vita                    | Fix-up di due racconti interconnessi. | Agosto 1997    | 8834705769    |
| 95     | Philip K. Dick                    | Abramo Lincoln Androide                | | Ottobre 1997   | 8834705882    |
| 96     | Ursula K. Le Guin                 | Il giorno del perdono                  | Settimo volume del Ciclo dell'Ecumene, raccoglie quattro novelle interconnesse e un saggio. | Ottobre 1997   | 8834705874    |
| 97     | Harry Turtledove                  | L'ora della vendetta                   | Secondo romanzo della tetralogia dell'Era dei Disordini entro il ciclo di Videssos. | Ottobre 1997   | 883470584X    |
| 98     | Harry Turtledove                  | Le mille città                         | Terzo romanzo della tetralogia dell'Era dei Disordini entro il ciclo di Videssos. | Marzo 1998     | 8834706048    |
| 99     | David Gemmell                     | La perla nera                          | | Aprile 1998    | 8834706064    |
| 100    | David Gemmell                     | Guerrieri d'inverno                    | Ottavo romanzo in ordine di pubblicazione della Saga dei Drenai. | Settembre 1998 | 8834706285    |
| 101    | Terry Goodkind                    | L'assedio delle tenebre                | Primo tomo del primo romanzo del ciclo de La spada della verità. | Ottobre 1998   | 8834706315    |
| 102    | Harry Turtledove                  | Colonizzazione fase 1                  | Primo romanzo del Ciclo della Colonizzazione entro la Saga dell'invasione e colonizzazione. | Novembre 1998  | 8834706366    |
| 103    | Marion Zimmer Bradley             | Le rovine di Isis                      | | Gennaio 1999   | 8834706455    |
| 104    | Terry Goodkind                    | La profezia del mago                   | Secondo tomo del primo romanzo del ciclo de La spada della verità. | Gennaio 1999   | 8834706463    |
| 105    | Nancy Kress                       | Incubo genetico                        | | Febbraio 1999  | 883470651X    |
| 106    | Margaret Weis e Tracy Hickman     | L'eredità della Spada Nera             | Romanzo semi-autonomo di epilogo alla trilogia della Spada Nera. | Febbraio 1999  | 883470648X    |
| 107    | Harry Turtledove                  | La città assediata                     | Quarto romanzo della tetralogia dell'Era dei Disordini entro il ciclo di Videssos. | Marzo 1999     | 8834706552    |
| 108    | David Gemmell                     | L'impeto dei Drenai                    | Settimo romanzo in ordine di pubblicazione della Saga dei Drenai. | Aprile 1999    | 8834706633    |
| 109    | Jack Vance                        | Lyonesse                               | Primo romanzo del Ciclo di Lyonesse. | Agosto 1999    | 8834706862    |
| 110    | Philip K. Dick                    | La svastica sul sole                   | | Maggio 1999    | 8834706781    |
| 111    | Terry Goodkind                    | Il guardiano delle tenebre             | Primo tomo del secondo romanzo del ciclo de La spada della verità. | Agosto 1999    | 8834706889    |
| 112    | Robert Charles Wilson             | Darwinia                               | | Agosto 1999    | 8834706811    |
| 113    | Philip K. Dick                    | Ubik                                   | | Ottobre 1999   | 8834707125    |
| 114    | David Gemmell                     | Eco del grande canto                   | | Ottobre 1999   | 8834706927    |
| 115    | Harry Turtledove                  | Nell'oscurità                          | Primo romanzo dell'esalogia de La guerra dei regni. | Ottobre 1999   | 8834706714    |
| 116    | Bruce Sterling                    | Caos USA                               | | Ottobre 1999   | 8834706919    |
| 117    | Michael Moorcock                  | Il campione eterno                     | Omnibus dei primi due romanzi della trilogia di John Daker entro il macro-ciclo del Campione Eterno: 1. Il campione eterno 2. I guerrieri d'argento | Ottobre 1999   | 8834706978    |
| 118    | Michael Moorcock                  | Il drago nella spada                   | Terzo romanzo della trilogia di John Daker entro il macro-ciclo del Campione Eterno. | Ottobre 1999   | 8834706986    |
| 119    | Terry Goodkind                    | La pietra delle lacrime                | Secondo tomo del secondo romanzo del ciclo de La spada della verità. | Gennaio 2000   | 8834707192    |
| 120    | David Gemmell                     | Spada nella tempesta                   | Primo romanzo della tetralogia dei Rigante. | Gennaio 2000   | 8834707206    |
| 121    | Harry Turtledove                  | Colonizzazione fase 2                  | Secondo romanzo del Ciclo della Colonizzazione entro la Saga dell'invasione e colonizzazione. | Febbraio 2000  | 883470729X    |
| 122    | Neil Gaiman                       | Nessun dove                            | | Aprile 2000    | 8834707354    |
| 123    | Terry Goodkind                    | La stirpe dei fedeli                   | Primo tomo del terzo romanzo del ciclo de La spada della verità. | Aprile 2000    | 8834707419    |
| 124    | Terry Goodkind                    | L'ordine imperiale                     | Secondo tomo del terzo romanzo del ciclo de La spada della verità. | Agosto 2000    | 8834707672    |
| 125    | David Gemmell                     | Falco di mezzanotte                    | Secondo romanzo della tetralogia dei Rigante. | Novembre 2000  | 883470777X    |
| 126    | Harry Turtledove                  | Scende l'oscurità                      | Secondo romanzo dell'esalogia de La guerra dei regni. | Gennaio 2001   | 8834707885    |
| 127    | Terry Goodkind                    | La profezia della luna rossa           | Primo tomo del quarto romanzo del ciclo de La spada della verità. | Febbraio 2001  | 8834707923    |
| 128    | Michael Moorcock                  | La figlia della ladra di sogni         | Primo romanzo della trilogia di Oona e Ulric von Bek entro il macro-ciclo del Campione Eterno. | Maggio 2001    | 8834708067    |
| 129    | Terry Goodkind                    | Il tempio dei venti                    | Secondo tomo del quarto romanzo del ciclo de La spada della verità. | Giugno 2001    | 8834708156    |
| 130    | Harry Turtledove                  | Colonizzazione fase 3                  | Terzo romanzo del Ciclo della Colonizzazione entro la Saga dell'invasione e colonizzazione. | Ottobre 2001   | 8834708156    |
| 131    | Mary Gentle                       | Ash. Una storia segreta. Libro Primo   | Primo tomo del primo romanzo della dilogia della Prima Storia. | Novembre 2001  | 8834708245    |
| 132    | Mary Gentle                       | Ash. Una storia segreta. Libro Secondo | Secondo tomo del primo romanzo della dilogia della Prima Storia. | Marzo 2002     | 8834707486    |
| 133    | Harry Turtledove                  | Attraverso l'oscurità                  | Terzo romanzo dell'esalogia de La guerra dei regni. | Aprile 2002    | 8834708229    |
| 134    | David Gemmell                     | L'eroe nell'ombra                      | Nono romanzo in ordine di pubblicazione della Saga dei Drenai. | Maggio 2002    | 8834708695    |
| 135    | Mary Gentle                       | Ash. Una storia segreta. Libro Terzo   | Terzo tomo del primo romanzo della dilogia della Prima Storia. | Settembre 2002 | 8834708938    |
| 136    | Terry Goodkind                    | L'anima del fuoco                      | Quinto romanzo del ciclo de La spada della verità. | Novembre 2002  | 8834709039    |
| 137    | Mary Gentle                       | Ash. Una storia segreta. Libro Quarto  | Quarto tomo del primo romanzo della dilogia della Prima Storia. | Gennaio 2003   | 883470911X    |
| 138    | Harry Turtledove                  | I signori dell'oscurità                | Quarto romanzo dell'esalogia de La guerra dei regni. | Aprile 2003    | 8834709314    |
| 139    | David Gemmell                     | Cuore di Corvo                         | Terzo romanzo della tetralogia dei Rigante. | Settembre 2003 | 8834709608    |
| 140    | Terry Goodkind                    | La fratellanza dell'ordine             | Sesto romanzo del ciclo de La spada della verità. | Ottobre 2003   | 883470973X    |
| 141    | Harry Turtledove                  | Le fauci dell'oscurità                 | Quinto romanzo dell'esalogia de La guerra dei regni. | Marzo 2004     | 8834709926    |
| 142    | David Gemmell                     | Cavalca la tempesta                    | Quarto romanzo della tetralogia dei Rigante. | Ottobre 2004   | 8834709993    |
| 143    | Norman Spinrad                    | Il re druido                           | | Ottobre 2004   | 8834710304    |
| 144    | Terry Goodkind                    | I pilastri della creazione             | Settimo romanzo del ciclo de La spada della verità. | Ottobre 2004   | 883471038X    |
| 145    | Harry Turtledove                  | In presenza del nemico                 | | Febbraio 2005  | 8834710584    |
| 146    | Terry Goodkind                    | L'impero degli indifesi                | Ottavo romanzo del ciclo de La spada della verità. | Aprile 2005    | 8834710754    |
| 147    | Harry Turtledove                  | La fine dell'oscurità                  | Sesto romanzo dell'esalogia de La guerra dei regni. | Settembre 2005 | 8834711173    |
| 148    | Terry Goodkind                    | La catena di fuoco                     | Nono romanzo del ciclo de La spada della verità. | Gennaio 2006   | 8834711424    |
| 149    | Harry Turtledove                  | Colonizzazione fase 4                  | Romanzo autoconclusivo di epilogo alla Saga dell'invasione e colonizzazione. | Maggio 2006    | 8834711807    |
| 150    | Terry Goodkind                    | Fantasma                               | Decimo romanzo del ciclo de La spada della verità. | Luglio 2007    | 9788834713136 |
| 151    | Terry Goodkind                    | Scontro finale                         | Undicesimo romanzo del ciclo de La spada della verità. | Maggio 2008    | 9788834714010 |